# 米歇尔·普拉松

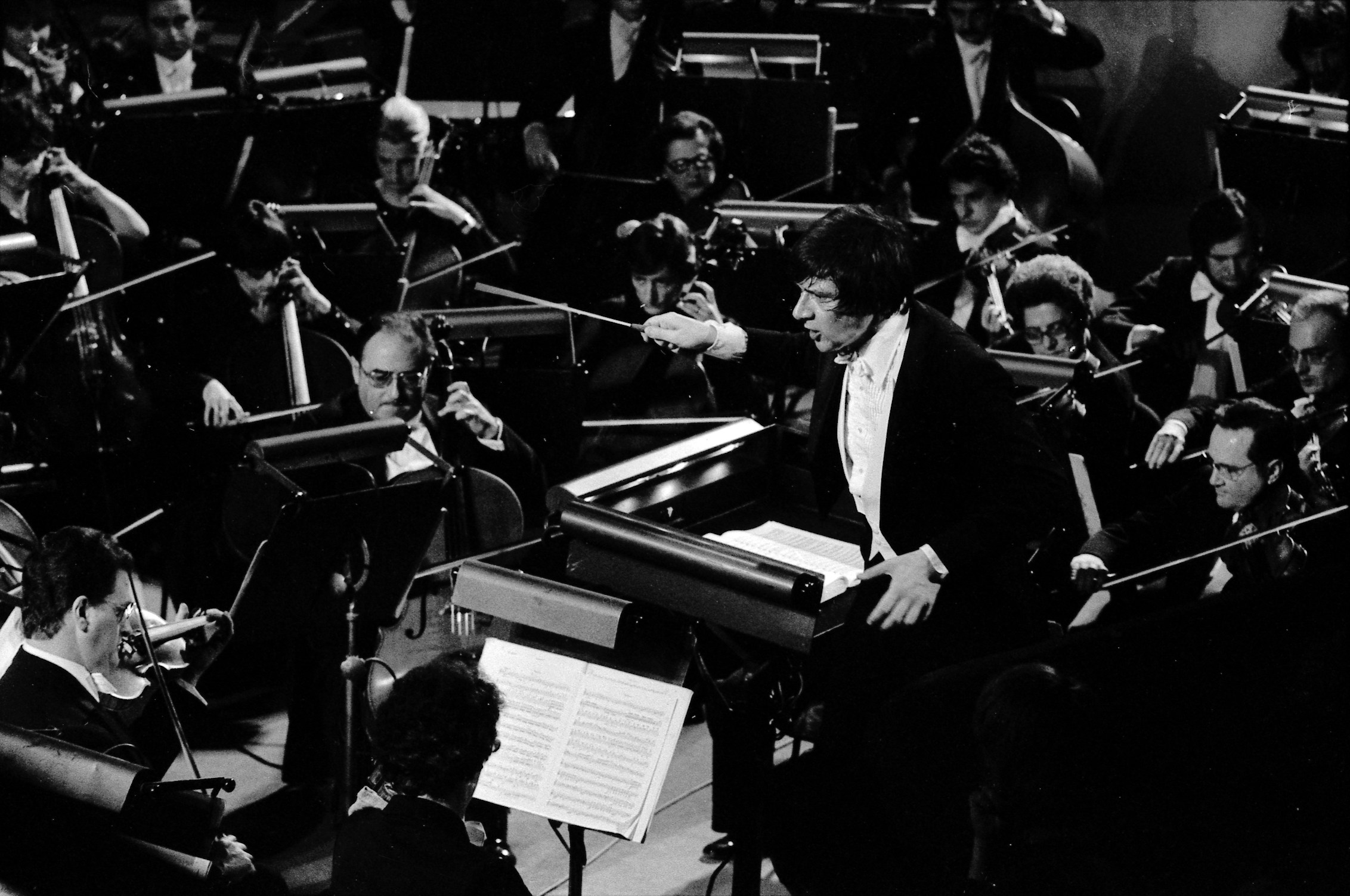
米歇尔·普拉松在图卢兹指挥《費德里奧》，1975年

米歇尔·普拉松（法語：Michel Plasson，1933年10月2日—）是一名法国指挥家。

## 生平

### 职业生涯
米歇尔·普拉松出生于巴黎，幼年跟随拉萨尔·莱维学习钢琴。他后来到巴黎音乐学院学习打击乐和指挥，获得专业一等奖。
1962年 赢得贝桑松国际指挥比赛第一名，并接受了指挥夏尔·明希的建议，赴美国在埃里希·莱因斯多夫、利奥波德·斯托科夫斯基和皮埃尔·蒙特指导下继续学习指挥。 
1968年 被任命为图卢兹首府歌剧院常任指挥、音乐指导，后来于1973年任艺术总监。从此开始了两者长时间的合作。在普拉松的带领下，乐团被带到新的艺术高度，演出曲目被大大拓展了。乐团后来更名为图卢兹市国家交响乐团。
1974年，普拉松发现原先的谷物市场（Halle aux Grains）有极好的声效，立刻决定将其改建为有3,000个座位的格兰音乐厅并在此上演歌剧，包括《莎乐美》、《纽伦堡的名歌手》、《阿伊达》、《浮士德》、《卡门》等。
1987年 成为苏黎士音乐厅管弦乐团客席指挥。
从1994年到1999年 担任德累斯顿爱乐乐团的音乐指导。

## 音乐成就
普拉松作积极倡导法国音乐，不断向年轻音乐家委约，以鼓励其创作，并不遗余力地为作品作首演。他录制一大批冷门曲目，使得世人能重新认识到这些作品的价值。 
普拉松指挥过世界很多著名乐团，如柏林爱乐乐团、伦敦爱乐乐团和莱比锡布商大厦管弦乐团等。
普拉松曾在美国纽约大都会歌剧院等著名歌剧院登台演出。
普拉松以演绎法国歌剧见长，他录制的名盘有：古诺的《浮士德》。

## 荣誉
普拉松和图卢兹市国家交响乐团多次荣获“古典音乐胜利女神”奖，1993年和1996年普拉松获得“年度指挥奖”。普拉松和图卢兹市国家交响乐团与女高音乔治乌和男高音阿拉尼亚合作的歌剧《卡门》唱片荣获年度古典唱片奖。 

## 外部連結
- 米歇尔·普拉松的Discogs页面（英文）